# Atlantis The Palm
Atlantis The Palm — курортный комплекс на искусственном острове Пальма Джумейра в Дубае (Объединённые Арабские Эмираты). Комплекс был открыт в 2008 году, построен по подобию курорта Atlantis Paradise Island в Нассау (Багамы) и стал первой гостиницей на острове.

## Архитектура
- Комплекс состоит из двух зданий и связывающего их моста, в которых разместилось 1539 номеров
- Архитектурный дизайн: Wimberly, Allison, Tong and Goo (WATG) и NORR
- Дизайн интерьера: Wilson Associates, Olio Inc
- Ландшафтный дизайн: EDSA[2]

## Развлечения
- дельфинарий «Долфин Бей» (45 000 м²)
- аквапарк «Аквавенчур» (160 000 м²) — самый большой на Ближнем Востоке тематический парк водных аттракционов
- аквариум «Затерянный мир» — около 70000 морских обитателей, в том числе акулы, огромные сомы, арапаймы

## Рестораны
- Японский ресторан «Нобу», управляемый Робертом де Ниро и Мацухисой Нобу
- Итальянский ресторан Ronda Locatelli, управляемый Джорджо Локателли
- Французский ресторан Rostang, управляемый Мишелем Ростангом
- Ресторан Ossiano, управляет Санти Сантамария
- Ресторан ливанской кухни Levantine
- Стейк-ресторан Seafire Steakhouse
- Ресторан Nasimi Beach
- Ресторан международной и азиатской кухни Saffron
- Ресторан международной кухни Kaleidoscope
- Рестораны восточной кухни в аквапарке — Shark Bites и The Barakudas
- 5 баров[3]
- 7 баров: Barazura, Nasimi Beach, Rostang Wine Bar, Levantine Bar, Nobu Bar, Seafire Steakhouse Bar, Ossiano Bar[4]

## Открытие
С большой помпой было обставлено открытие отеля. За 9 минут сработало 100 000 пиротехнических изделий (для сравнения: на открытии XXIX Олимпийских игр в Пекине было использовано 14 000 пиротехнических устройств).